# Богун, Григорий Григорьевич
Григорий Григорьевич Богун — советский хозяйственный, государственный и политический деятель.

## Биография
Родился в 1925 или 1926 году в станице Кущёвской. Член КПСС.
До 1943 — ученик электромонтера.
Участник Великой Отечественной войны
В 1950—1985 — электромонтер, учащийся школы машинистов тепловозов, помощник машиниста, машинист тепловоза, мастер реостатного испытания тепловозов,
машинист тепловоза, электровоза локомотивного депо ст.
Гудермес Северо-Кавказской железной дороги.
Депутат Верховного Совета СССР 7-го созыва. Делегат XXIV съезда КПСС.
Умер после 1985 года.